# 책임능력
책임능력(責任能力)은 법률상의 책임을 변식할 수 있는 정신능력을 뜻하는 용어이다. 불법행위능력이라고도 하는데, 이 책임능력은 의사능력을 책임이라는 면에서 본 것에 불과하다. 민법은 의사능력, 즉 책임능력이 없으면 불법행위의 책임이 생기지 않는다고 규정하고 있다.

## 본질
- 도의적 책임론
- 사회적 책임론

## 책임무능력자
형사미성년자, 즉 형법에서 정한 연령에 이르지 않은 아동은 개인의 정신적·도덕적 발육 상태에 관계 없이 절대적 책임무능력자로서 형사책임을 지지 않는다. 대한민국 형법은 14세가 되지 않은 사람의 행위는 처벌할 수 없도록 규정하고 있다.(형법 제9조) 따라서, 만 14세 미만의 행위자는 의사를 결정할 능력이 있더라도 책임능력이 부정된다.

## 심신상실자
심신상실자란 심신장애로 인하여 사물을 변별하거나 의사를 결정할 능력이 없는 자를 말한다.

## 판례
- 원칙적으로 충동조절장애와 같은 성격적 결함은 형의 감면사유인 심신장애에 해당하지 아니한다고 봄이 상당하지만, 그 이상으로 사물을 변별할 수 있는 능력에 장애를 가져오는 원래의 의미의 정신병이 도벽의 원인이라거나 혹은 도벽의 원인이 충동조절장애와 같은 성격적 결함이라 할지라도 그것이 매우 심각하여 원래의 의미의 정신병을 가진 사람과 동등하다고 평가할 수 있는 경우에는 그로 인한 절도 범행은 심신장애로 인한 범행으로 보아야 한다(대법원 1999. 4. 27. 선고 99도693,99감도1).
- 피고인이 평소 뇌전증병 증세가 있었더라도 범행 당시에는 뇌전증병이 발작하지 아니하였다면 이는 책임감면사유인 심신장애 내지는 심신미약의 경우에 해당하지 아니한다( 대법원 1983.10.11. 선고 83도1897).
- 형법 제10조에 규정된 심신장애의 유무 및 정도의 판단은 법률적 판단으로서 반드시 전문감정인의 의견에 기속되어야 하는 것은 아니고, 정신질환의 종류와 정도, 범행의 동기, 경위, 수단과 태양, 범행 전후의 피고인의 행동, 반성의 정도 등 여러 사정을 종합하여 법원이 독자적으로 판단할 수 있다(대법원 1999. 8. 24. 선고 99도1194).

## 같이 보기
- 책임
- 한정책임능력